# Macedonica pindica
Macedonica pindica is een slakkensoort uit de familie van de Clausiliidae. De wetenschappelijke naam van de soort is voor het eerst geldig gepubliceerd in 2002 door E. Gittenberger.